# Essex man
Essex man är en stereotyp som är populär i Storbritannien, och ofta syftar på en person med arbetarbakgrund som gillar ägande och aktier.
Begreppet används vanligen som skällsord (pejorativ) och syftade från början på en stereotyp av vit lägre medelklass, toryväljare boende i kommunal (subventionerad) hyresbostad och som ogillade utlänningar och ansträngde sig för att undgå skatt. 
"Essex man" syftar på människor i sydöstra England (inte alltid i grevskapet Essex), men den riktiga Essex mannen bodde i den nordöstra utkanten av London, antingen inom områden som numera tillhör London eller i områden som även idag ligger i Essex. Hans föräldrar var genuina Eastenders som hade flyttat ut efter Andra världskriget då mycket av East End, som ligger mer centralt i London, blev sönderbombat.